# Kordian Zawadzki
Kordian Franciszek Zawadzki (ur. 23 marca 1936) – polski działacz państwowy i przedsiębiorca, w latach 1988–1990 wicewojewoda częstochowski.

## Życiorys
Absolwent Wydziału Mechanicznego Politechniki Częstochowskiej z 1959, należał do Stowarzyszenia Wychowanków Politechniki Częstochowskiej. Od ok. 1988 do 1990 pełnił funkcję wicewojewody częstochowskiego. Był dyrektorem w Zakładach Sprzętu Motoryzacyjnego „Polmo” w Praszce. W 1990 został założycielem i prezesem zarządu odlewni Silum w Praszce (później w Opojowicach), pełnił funkcje kierownicze także w powiązanych z nią spółkach zajmujących się produkcją narzędzi i rowerów.
W 2002 wyróżniony tytułem honorowego obywatela Praszki.